# Fontaine du Mairie
Die Fontaine Jean Tinguely - Niki de Saint Phalle ist ein Zierbrunnen vor dem Rathaus der burgundischen Stadt Château-Chinon. Der Brunnen wurde 1988 von den Pop-Art-Künstlern Niki de St.-Phalle und Jean Tinguely gestaltet und stellt abstrakte Tierfiguren und Alltagsobjekte dar, hergestellt aus Metall, bunt bemalt und mittels kleiner Wasserfontänen stets in Bewegungen versetzt.
Koordinaten: 47° 3′ 52,8″ N, 3° 55′ 57,6″ O